# جکی برنز (بازیکن فوتبال)
جکی برنز (انگلیسی: Jackie Burns؛ ۲۷ نوامبر ۱۹۰۶ – ۱۲ ژوئن ۱۹۸۶) بازیکن فوتبال اهل بریتانیا بود.
از باشگاه‌هایی که در آن بازی کرده‌است می‌توان به باشگاه فوتبال ساتون یونایتد، باشگاه فوتبال کویینز پارک رنجرز، و باشگاه فوتبال برنتفورد اشاره کرد.
وی همچنین در تیم ملی فوتبال England Amateurs بازی کرده‌است.